# パールク・クリトゥールイ駅 (環状線)
座標: 北緯55度44分07秒 東経37度35分35秒 / 北緯55.735157度 東経37.593037度
パールク・クリトゥールイ駅（パールク・クリトゥールイえき、ロシア語: Парк культуры）は、モスクワ地下鉄5号線環状線の駅。「パールク・クリトゥールイ」とは「文化公園」の意で、近くにゴーリキー記念文化公園があることから名付けられた。環状線のパールク・クリトゥールイ駅はサコーリニチェスカヤ線ともつながっており、そのため環状線の駅の方をサコーリニチェスカヤ線の駅と区別するためにパールク・クリトゥールイ・環状線駅と呼ぶこともある。
環状線は名前の通り環状線であるため運行上の始発駅・終着駅はないが、1950年の開業から1954年の全線開通までの間はパールク・クリトゥールイ駅が始発駅であったため、今でもパールク・クリトゥールイ駅は環状線の始点とされる。

## 駅の場所
駅の出入口はコムソモールスキー通りとサドーヴァヤ環状道路の交差点にある。クリムスキー橋のふもとに位置し、近くにはゴーリキー記念文化公園がある。

## 歴史
1950年1月1日、環状線（パールク・クリトゥールイ駅 - クールスカヤ駅 間）の開通とともに、パールク・クリトゥールイ・イーメニ・ゴーリコヴォ駅（ロシア語: Парк культуры имени Горького）として開業。1954年3月14日にはベラルースカヤ駅から路線が接続され、環状線は名前の通り環状線となった。1980年に現駅名に改称。

## 装飾
駅の内装は1950年代のスターリン様式によるもので、古代ギリシャのスポーツを連想するものとなっている。グルジアから直接とってきた灰色の大理石に覆われた支柱が並び、カーペットを模した床は黒と灰色の御影石でできている。また、壁は白の大理石とラブラドル長石でできている。26あるレリーフにはソ連の青少年がスポーツやレジャーに取り組む様子が描かれている。
白い丸天井には複雑な幾何模様が描かれており、頂上部分からは六角形のシャンデリアが吊るされている。駅の端には大きな大理石の壁があり、マクシム・ゴーリキーの横顔が浮き彫りにされている。もともと、この駅は「パールク・クリトゥールイ・イーメニ・ゴーリコヴォ駅」（「ゴーリコヴォ」は「ゴーリキー」の活用形で、「イーメニ・ゴーリコヴォ」で「ゴーリキー記念の」の意）と呼ばれていたが、1980年のモスクワオリンピックの際には英語やフランス語でも何度も呼ばれるようになったことから「パールク・クリトゥールイ駅」と縮められて呼ばれるようになり、その後もこの短縮形が残ることになった。本来の長い駅名は、ゴーリキーのレリーフの下に刻まれている。

## 乗り換え
- パールク・クリトゥールイ駅（モスクワ地下鉄1号線ソコーリニチェスカヤ線）